# Familia asociada

Animación que muestra la deformación de un helicoide en una catenoide a medida que cambia θ

En geometría diferencial, una familia asociada (o familia de Bonnet) de una superficie mínima es un conjunto de superficies mínimas de un parámetro que comparten el mismo dato de Weierstrass. Es decir, si la superficie tiene la representación
{\displaystyle x_{k}(\zeta )=\Re \left\{\int _{0}^{\zeta }\varphi _{k}(z)\,dz\right\}+c_{k},\qquad k=1,2,3}
la familia queda descrita por
{\displaystyle x_{k}(\zeta ,\theta )=\Re \left\{e^{i\theta }\int _{0}^{\zeta }\varphi _{k}(z)\,dz\right\}+c_{k},\qquad \theta \in [0,2\pi ]}
donde {\displaystyle \Re } indica la parte real de un número complejo.
Para θ = π/2, la superficie se llama conjugada de la superficie θ = 0.
La transformación puede verse como una rotación local de las direcciones de las curvaturas principales. Las normales a la superficie de un punto con un ζ fijo permanecen sin cambios a medida que cambia θ; el punto mismo se mueve en una elipse.
Algunos ejemplos de familias de superficies asociadas son: la familia de catenoide y helicoide; la familia P de Schwarz, la familia D de Schwarz y el giroide; y la familia de la primera y segunda superficie de Scherk. La superficie de Enneper es conjugado consigo misma: permanece invariante cuando cambia θ.
Las superficies conjugadas tienen la propiedad de que cualquier línea recta en una superficie se asigna a una geodésica plana en su superficie conjugada y viceversa. Si una porción de una superficie está limitada por una línea recta, entonces la porción conjugada está limitada por una línea de simetría plana. Esto es útil para construir superficies mínimas yendo al espacio conjugado: estar limitado por planos equivale a estar limitado por un polígono.
Existen conjuntos equivalentes a las familias asociadas de superficies mínimas en espacios y variedades de dimensiones superiores.